# Jason Matthews
Jason Matthews (* 28. Juli 1970 in London) ist ein ehemaliger, britischer Profiboxer und ehemaliger WBO-Weltmeister im Mittelgewicht. Sein Kampfname lautete „Method Man“.
Als Amateurboxer wurde er 1991 Englischer Meister im Halbweltergewicht und 1995 Englischer Meister im Mittelgewicht.
Matthews war besonders für seine Schlagkraft bekannt. Er gewann seine ersten 16 Profikämpfe in Folge, davon 14 durch K. o. Am 29. Mai 1997 gewann er gegen den US-Amerikaner Patrick Swann durch K. o. in Runde 6 und erhielt dadurch den Interkontinentalen Meistertitel der WBO, den er am 11. Oktober durch einen K.-o.-Sieg in Runde 7 über seinen Landsmann Darren Dorrington, erfolgreich verteidigte.
Am 7. Februar 1998 musste er schließlich seine erste Niederlage hinnehmen, als er gegen den Ungar Lorant Szabo durch K. o. in Runde 6 verlor und seinen Titel abgeben musste. Am 27. Februar 1999 wurde er jedoch Commonwealth-Meister, nachdem sein Gegner Paul Jones wegen Inaktivität in der 7. Runde disqualifiziert wurde.
Am 17. Juli 1999 wurde er mit einem K.-o.-Sieg in Runde 2 über seinen Landsmann Ryan Rhodes, Interims-Weltmeister der WBO. Eigentlicher Weltmeister der WBO war seit Januar 1999 der Deutsche Bert Schenk, dieser konnte jedoch verletzungsbedingt seit Mai keine Titelverteidigung mehr bestreiten, weshalb ihm der Titel aberkannt und Matthews schließlich im November 1999 zum neuen, amtierenden WBO-Weltmeister ernannt wurde. Doch schon beim ersten Titelverteidigungskampf am 27. November selben Jahres, musste er seinen WM-Titel aufgrund einer K.-o.-Niederlage in Runde 8, an den Schweden Armand Krajnc abgeben. Dies war zugleich der letzte Profikampf seiner Karriere.